# دراگوتین چرماک
دراگوتین چرماک (سیریلیک صربی: Драгутин Мишко Чермак؛ (زادهٔ ۱۲ اکتبر ۱۹۴۴ – درگذشتهٔ ۱۲ اکتبر ۲۰۲۱) بازیکن و مربی بسکتبال اهل یوگسلاوی بود.
وی در مسابقات کشوری و بین‌المللی در مجموع برندهٔ ۱ مدال نقره شده‌ بود.